# Luiza Gega
Luiza Gega (Dibër, 5 november 1988) is een Albanese atlete, die zich heeft toegelegd op de middellange en lange afstanden en de 3000 m steeple. Op dit laatste atletiekonderdeel nam zij tweemaal deel aan de Olympische Spelen en werd zij in 2022 Europees kampioene. In eigen land is zij veelvoudig nationaal kampioene en heeft zij bovendien op het overgrote deel van de onderdelen waarop zij actief is de nationale records of de beste nationale prestaties ooit in handen.

## Biografie

### Begin atletiekloopbaan en eerste successen
Gega kwam op haar veertiende in aanraking met de atletiek, nadat haar buurman, die trainer was, haar hardlooptalent had opgemerkt. Ze volgde de opleiding aan een middelbare sportschool en studeerde vervolgens lichamelijke opvoeding aan de Universiteit van Tirana. Daar kwam zij in aanraking met trainer Taulant Stermasi, die haar vervolgens ging coachen en haar naar haar grootste successen leidde. Vanaf 2011 begon zij titels te verzamelen en brak zij het ene na het andere nationale record, waarvan sommige meer dan 30 jaar oud waren. Haar deelname aan grote internationale toernooien leidde die eerste jaren echter nog niet tot aansprekende resultaten. Ze trad in dienst van de Albanese strijdkrachten en woonde van 2009 tot 2016 in Tirana, waar zij trainde op de enige tartanbaan waarover men beschikte, die in het Qemal Stafastadion. In 2016 werd dit stadion echter gesloopt en week Gega uit naar Korçë om zich voor te bereiden op de Europese kampioenschappen in Amsterdam. Hier veroverde zij op de 3000 m steeple de zilveren medaille in 9.28,52, een nationaal record.
Kort daarna nam Gega op de 3000 m steeple deel aan de Olympische Spelen. Ze werd 51e met een tijd van 9.58,49. Daarnaast was ze ook de vlaggendrager voor Albanië op de Spelen.

### Europees kampioene
In 2022 behaalde Gega op de EK in München de titel op de 3000 m steeple. In 9.11,31 verbeterde ze haar eigen nationale record. Deze chrono was eveneens goed voor een kampioenschapsrecord.

## Titels
- Europees kampioene 3000 m steeple - 2022
- Middellandse Zeespelen kampioene 3000 m steeple - 2018
- Balkan kampioene 1500 m - 2011, 2015
- Balkan kampioene 5000 m - 2022
- Balkan kampioene 3000 m steeple - 2022
- Balkan indoorkampioene 1500 m - 2012, 2013, 2014, 2016
- Balkan indoorkampioene 3000 m - 2018, 2019, 2020, 2022
- Albanees kampioene 1500 m - 2013, 2015, 2017, 2019
- Albanees kampioene 3000 m - 2019, 2021, 2022
- Albanees kampioene 5000 m - 2014, 2017, 2021, 2022
- Albanees kampioene 10.000 m - 2020, 2023
- Albanees kampioene 3000 m steeple - 2023

## Persoonlijke records
Outdoor
| Afstand        | Tijd     | Datum            | Record | Plaats     |
| -------------- | -------- | ---------------- | ------ | ---------- |
| 400 m          | 55,26 s  | 24 april 2013    |        | Tirana     |
| 800 m          | 2.01,31  | 21 juni 2014     | NR     | Tbilisi    |
| 1500 m         | 4.02,63  | 15 mei 2015      | NR     | Doha       |
| 3000 m         | 8.46,61  | 24 mei 2022      | NR     | Elbasan    |
| 5000 m         | 15.16,47 | 19 juni 2022     | NR     | Craiova    |
| 10.000 m       | 32.16,25 | 5 juni 2021      | NR     | Birmingham |
| 2000 m steeple | 6.00,07  | 1 september 2019 | NBP    | Berlijn    |
| 3000 m steeple | 9.10,04  | 22 juli 2022     | NR     | Eugene     |

Weg
| Afstand        | Tijd    | Datum           | Record | Plaats |
| -------------- | ------- | --------------- | ------ | ------ |
| 5 km           | 15.16   | 19 maart 2023   | NBP    | Rijsel |
| 10 km          | 33.43   | 13 oktober 2019 |        | Tirana |
| halve marathon | 1:13.11 | 15 oktober 2017 | NR     | Tirana |
| marathon       | 2:35.34 | 4 oktober 2020  | NR     | Skopje |

Indoor
| Afstand | Tijd    | Datum            | Record | Plaats    |
| ------- | ------- | ---------------- | ------ | --------- |
| 800 m   | 2.02,27 | 10 februari 2013 | NR     | Piraeus   |
| 1500 m  | 4.06,66 | 17 februari 2017 | NR     | Istanboel |
| 3000 m  | 8.44,46 | 31 januari 2020  | NR     | Karlsruhe |

## Palmares

### 800 m
- 2011: 5e in serie EK indoor - 2.08,75
- 2011: 7e in ½ fin. Universiade - 2.04,13
- 2011: 5e in serie WK - 2.03,21

### 1500 m
- 2011:  Balkan kamp. - 4.14,22
- 2012:  Balkan indoorkamp. - 4.10,75
- 2012: 6e in serie WK indoor - 4.13,45
- 2012: 6e in serie EK - 4.12,45
- 2013:  Universiade - 4.08,71
- 2013:  Albanese kamp. - 4.16,76
- 2013:  Balkan indoorkamp - 4.14,65
- 2014: 6e WK indoor - 4.08,24
- 2014:  Balkan indoorkamp. - 4.07,84
- 2015:  Balkan kamp. - 4.08,74
- 2015:  Albanese kamp. - 4.14,54
- 2016:  Balkan indoorkamp. - 4.06,89
- 2017: 5e EK indoor - 4.11,64
- 2017:  Albanese kamp. - 4.17,16
- 2019:  Albanese kamp. - 4.20,72

### 3000 m
- 2018:  Balkan indoorkamp. - 9.00,67
- 2019:  Balkan indoorkamp. - 8.56,04
- 2019:  Albanese kamp. - 9.20,36
- 2020:  Balkan indoorkamp. - 8.55,45
- 2022:  Balkan indoorkamp. - 9.15,11

### 3000 m steeple
- 2016:  EK - 9.28,52
- 2016: 16e in serie OS - 9.58,49
- 2018:  Middellandse Zeespelen - 9.27,73
- 2018: 4e EK - 9.24,78
- 2021: 13e OS - 9.34,10 (in serie 9.23,85)
- 2022:  Balkan kamp. - 9.17,89
- 2022: 5e WK - 9.10,04
- 2022:  EK - 9.11,31
- 2023:  Albanese kamp. - 9.36,6

### 5000 m
- 2014:  Albanese kamp. - 15.46,89
- 2017:  Albanese kamp. - 16.26,99
- 2021:  Albanese kamp. - 15.54,24
- 2022:  Albanese kamp. - 16.06,99
- 2022:  Balkan kamp. - 15.16,47